# Cécile Clarinval
Cécile Clarinval (1968) is een Belgische voormalige atlete, die gespecialiseerd was in de sprint, het hordelopen en de middellange afstand. Zij werd eenmaal Belgisch kampioene.

## Loopbaan
Clarinval begon haar carrière als sprintster en werd in 1991 Belgisch indoorkampioene op de 200 m. Nadien probeerde ze het als hordeloopster op de 400 m horden, maar kwam niet verder dan enkele medailles op de Belgische kampioenschappen. Nadien stapte ze over naar de 800 m, waar ze ook een medaille op haalde. Zij was aangesloten bij AC Dampicourt.

## Belgische kampioenschappen
Indoor
| Onderdeel | Jaar |
| --------- | ---- |
| 200 m     | 1991 |

## Persoonlijke records
| Onderdeel    | Prestatie | Datum        | Plaats                 |
| ------------ | --------- | ------------ | ---------------------- |
| 200 m        | 24,05 s   | 9 mei 1991   | Merksem                |
| 400 m        | 53,52 s   | 29 juli 1990 | Sint-Lambrechts-Woluwe |
| 800 m        | 2.02,22 s | 30 juli 1994 | Hechtel                |
| 400 m horden | 57,11 s   | 4 juli 1993  | La Louvière            |

## Palmares

### 200 m
- 1991:  BK indoor AC - 24,51 s

### 400 m
- 1990:  BK indoor AC - 56,93 s
- 1990:  BK AC - 54,34 s

### 800 m
- 1994:  BK AC - 2.06,20

### 400 m horden
- 1992:  BK AC - 58,4 s
- 1993:  BK AC - 58,11 s

## Onderscheidingen
- 1992: Grand Prix LBFA